# Sztankovátsi Lipót
Sztankovátsi vagy Stankovátsi Lipót, régiesen (németesen) Stankovátsi Leopold (Kanta, 1742 – Pozsony, 1789. augusztus 12.) ferences szerzetes, hitszónok és hittérítő.

## Élete
A Felső-Fehér megyei Kantán született. 1761-ben lépett a ferences rendbe. 1765-ben szentelték pappá. Korának híres prédikátora volt és leginkább Pozsonyban, Győrött és Komáromban hangzottak el beszédei.

## Művei
- Ünnepnapokra való prédikácziók. Mellyeket Pozsony királyi városában hirdetett. Győr, 1788-89. Két kötet.
- Vasárnapokra szolgáló prédikátziók. Mellyeket több esztendők alatt hirdetett, Győr, Komárom, 1789-1800. Tíz kötet. (Első esztendő. Győr, 1789. két kötet; II. Pozsonyban... hirdetett. Uo. 1790. két k.; III. Komárom, 1798-1800. Három rész; IV. Uo. 1799-1800. Három rész.)
- Áruló Judás, az az: nagy bőjtre való predikátziók, melyekben meg-mutattatik, hogy az idegen nevezetű bűnök által, ember a Judás Iskariótes gonoszságát meghaladja. Győr, 1789
- Makula nélkül való tükör, az az a szenvedő Isten, és ember példája, melly szerént a keresztény ember köteles kormányozni életit, ha a jókban foglalatoskodni és a gonoszokat kerűlni kívánnya. És ugyan ezen szenvedő Isten, és ember példáját második esztendőbéli szent bőjtnek alkalmatosságával hét beszédbe foglalta és élő nyelven hirdette Pozsonyban. Komárom, 1799
- Hangzó trombita, az az a keresztfán függő Isten és Ember hét szavai, mellyekre figyelmezvén a keresztény ember, azokból vett tudományok szerint foltassa életit, ha Krisztussal uralkodni akar; És ugyan azon keresztfán függő Isten és Ember hét szavait Harmadik Esztendőbeli bőjtnek alkalmatosságával hét beszédekben foglalta, és élő nyelven hirdette Pozsonyban. Uo. 1800